# Фрејзер (Ајова)
Фрејзер (енгл. Fraser) град је у америчкој савезној држави Ајова. По попису становништва из 2010. у њему је живело 102 становника.

## Демографија
Према попису становништва из 2010. у граду је живело 102 становника, што је -35 (-25.5%) становника више него 2000. године.
| Група             | 2000.       | 2010.       |
| Белци             | 132 (96,4%) | 100 (98,0%) |
| Афроамериканци    | 0 (0,0%)    | 0 (0,0%)    |
| Азијати           | 0 (0,0%)    | 0 (0,0%)    |
| Хиспаноамериканци | 2 (1,5%)    | 0 (0,0%)    |
| Укупно            | 137         | 102         |